# 페르스토르프시

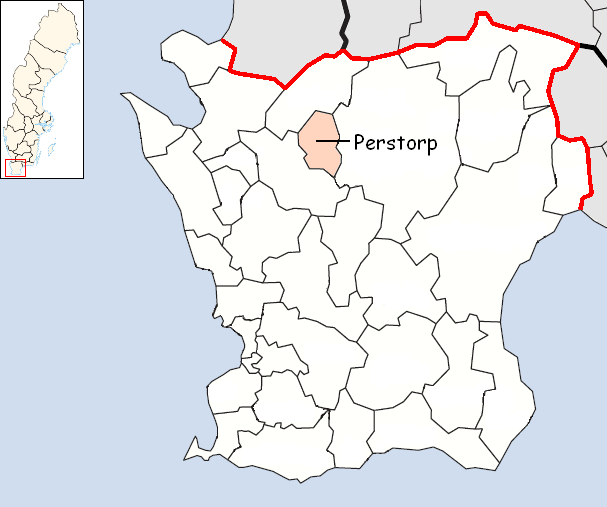
페르스토르프 시의 위치

페르스토르프시(스웨덴어: Perstorps kommun)는 스웨덴 스코네주에 위치한 지방 자치체로 행정 중심지는 페르스토르프이며 면적은 161.92km2, 인구는 7,338명(2016년 12월 31일 기준), 인구 밀도는 45명/km2이다.

시 문장